# 琉歌
琉歌（りゅうか）は、奄美群島・沖縄諸島・宮古諸島・八重山諸島に伝承される叙情短詩形の歌謡である。和歌と同様にウタとも言われる。詠むための歌であると同時に謳うための歌でもある。奄美群島においては主に島唄と呼称される。

## 定義

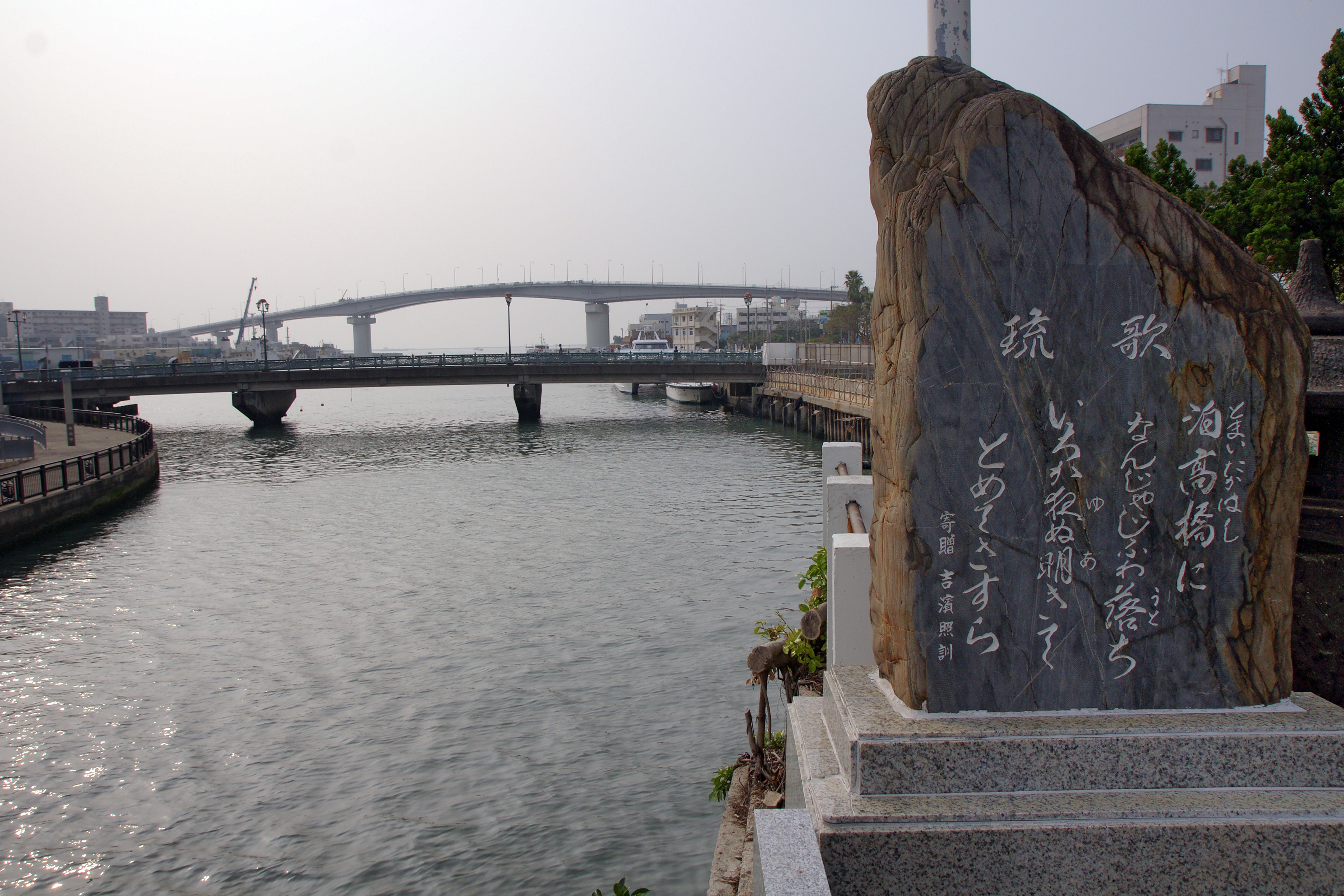
那覇港埠頭にある琉歌の歌碑。

琉歌は八音を中心に、五音・六音・七音を標準とする定型詩である。基本的には「サンパチロク」といわれ、八・八・八・六を基本形とする。

## 歌体

### 短歌形式
- 短歌

八八八六の三十音の形式。サンパチロクともいわれる。民間歌謡（古典民謡、現代民謡）、古典音楽（宮廷音楽）の多くがこの形式で歌われる。
（例）
かぎやで風(かじゃでぃ風)
きゆぬふくらしゃや　　　　（今日のほこらしゃや）
なうにぢゃなたてぃる　　（何にぎやな譬る）
つぃぶでぃうるはなぬ　　（莟でをる花の）
ちゆちゃたぐとぅ　 　　　　（露行逢たごと）
- 仲風

七五、八六、又は五五、八六の形式。古典音楽の仲風節が代表的な歌謡である。
（例）
かたりたや　　　　　　　　　（語りたや）
かたりたや　　　　　　　　　（語りたや）
つぃちぬやまぬふぁに　　（月の山の端に）
かかるまでぃん　　　　　　（懸かるまでも）

### 長歌形式
- 長歌

八八八八の連続音で、末句は六音。
- つらね

八八の連続音で、末句は六音。長歌より長いもの。
- 木遣り

八八の連続音で、八音の間に囃子が入る。
- 口説（くどぅち）

七五の連続音で、和歌の風潮に似る。中世日本の芸能である「口説き」が伝来し、保存されたものとされている。

## 琉歌の名人
- 惣慶親雲上忠義
- 平敷屋親雲上朝敏
- 玉城親方朝薫
- 与那原親方良矩
- 本部按司朝救
- 東風平親方朝衛

### 女流歌人
- 吉屋チルー
- 恩納なべ

※島倉竜治、真境名安興「琉歌の名人」『沖縄一千年史』 日本大学 1934年、578頁より。

## 歌集
- 『サンパチロクにわらいあり 琉歌おもしろ読本』、青山洋二編集、郷土出版、1998年。
  - 狂歌、戯れうた、風刺歌のみを取り上げた歌集。182首ある。
  - 歌や三味線（さんしん）に　踊（うど）い　跳にしちょて　清（ちゅ）ら瘡（かさ）ぬ　う伽（とじ）遊（あし）ぶうりしや
    - 疱瘡神をほめたたえるために歌や三味線で踊り跳ねして遊ぶのは嬉しい。昔は治療法がなかったので、こういう風習があった。

  - 官話（かんわ）大和口（やまとぐち）沖縄物語（うちなむぬがたい）一人（ちゅい）話し　話し　ぴりんぱらん
    - 廃藩置県頃の世相。それぞれが北京官話、日本語、沖縄方言を勝手気ままに喋るので、内容は意味不明でチンプンカンプンだ。

## 参考
- en:Ryuka (poetry)#Examples of Ryuka

## 文献
- 島倉竜治、真境名安興『沖縄一千年史』 日本大学 1934年 (Google eブックス)
- 編集　日本書道美術館 『琉歌　南島のうたの心』 1992　教育書道出版協会　東京
- 屋嘉宗克　『琉球文学　琉歌の民俗学的研究』1995 近代文芸社　東京　ISBN 4-7733-3962-4
- 仲程昌徳　『沖縄文学の諸相　戦後文学・方言詩・戯曲・琉歌・短歌』2010 ボーダーインク　那覇　ISBN 978-4-89982-168-7
- 島村幸一『おもろさうし』と琉球文学』（笠間書院、2010）、『おもろさうし』（笠間書院、2012）、『琉球　交叉する歴史と文化』（勉誠出版、2014）、『琉球文学の歴史叙述』（勉誠出版、2015）、『おもろさうし研究』（KADOKAWA、2017）